# Mogilno (Białoruś)
Mogilno (biał. Магільнае; ros. Могильное) – wieś na Białorusi, w obwodzie brzeskim, w rejonie stolińskim, w sielsowiecie Bereźne, przy Rezerwacie Krajobrazowym Środkowa Prypeć.
W XIX w. opisywane jako położone na odludnym, zapadłym Polesiu. Zamieszkane było przez szlachtę zaściankową. W dwudziestoleciu międzywojennym leżało w Polsce, w województwie poleskim, w powiecie stolińskim, do 18 kwietnia 1928 w gminie Płotnica, następnie w gminie Stolin. Po II wojnie światowej w granicach Związku Sowieckiego. Od 1991 w niepodległej Białorusi.